# Pseudaspididae
Pseudaspididae – rodzina węży z nadrodziny Elapoidea w obrębie rzędu łuskonośnych (Squamata).

## Rozmieszczenie geograficzne
Rodzina obejmuje gatunki występujące w Afryce Subsaharyjskiej.

## Systematyka

### Podział systematyczny
Do rodziny należą następujące rodzaje: 
- Pseudaspis Fitzinger, 1843 – jedynym przedstawicielem jest Pseudaspis cana (Linnaeus, 1758)
- Pythonodipsas Günther, 1868 – jedynym przedstawicielem jest Pythonodipsas carinata Günther, 1868